# Blankbremsung
Blankbremsung ist ein Begriff aus der zerspanenden Metallbearbeitung und bezeichnet das Auftreten glänzender Streifen auf der Werkstückoberfläche durch stumpfe Zerspanungswerkzeuge.
Vorwiegend tritt die Blankbremsung bei Werkzeugen aus Schnellarbeitsstählen auf, da der Werkzeugverschleiß des Stahles hauptsächlich durch hohe Temperaturen eingeleitet wird und zu Freiflächenverschleiß führt. Die geschmolzene Schneide reibt dann am Werkstück entlang, verdichtet und glättet den Werkstoff, was dann als glänzender Streifen wahrgenommen werden kann.